# نيد روميرو
نيد روميرو (بالإنجليزية: Ned Romero)‏ هو مغني أوبرا وممثل أمريكي، ولد في 1925 بفرانكلين في الولايات المتحدة، وتوفي في 4 نوفمبر 2017 ببالم ديسيرت في الولايات المتحدة.

## وصلات خارجية
- نيد روميرو على موقع IMDb (الإنجليزية)
- نيد روميرو على موقع قاعدة بيانات الفيلم (الإنجليزية)